# Lystra
Lystra (starořecky Λύστρα) bylo ve starověku město v Lykaonii v Malé Asii. Z moderního hlediska ležela v Turecku přibližně třicet kilometrů jihozápadně od Konyy (tehdejšího Ikonionu) a přibližně patnáct kilometrů severně od Akörenu.
Nejstarší dějiny Lystry nejsou jasné. Podle některých chetitologických teorií zde bylo původně chetitské město Lušna, kterému vládli králové z Tarḫuntaššy.
Za římského císaře Augusta získalo zdejší sídlo status římské kolonie s názvem Colonia Iulia Felix Gemina a patřilo do Galatské provincie.

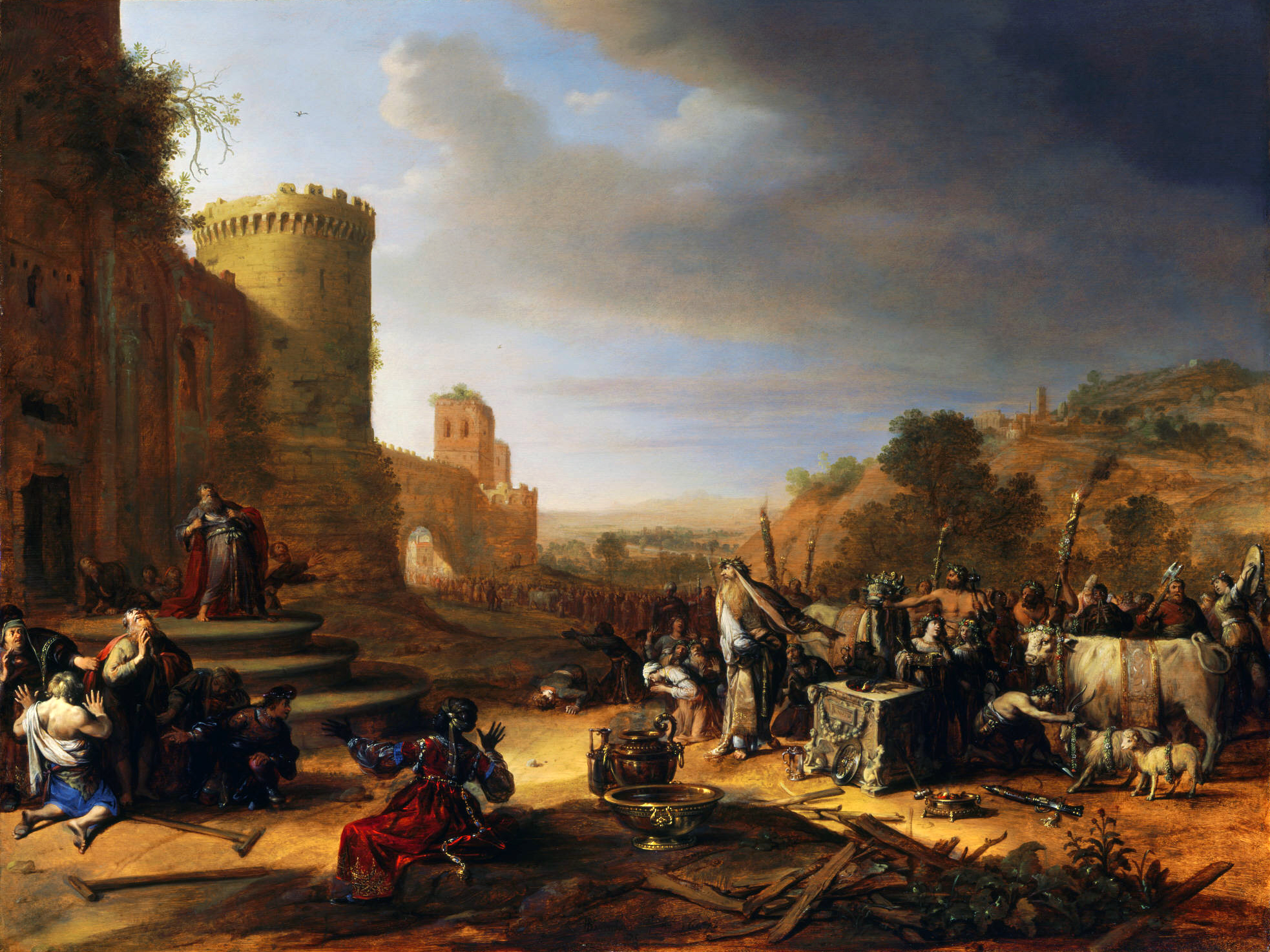
Umělecká představa biblické scény: Bartholomeus Breenbergh: Obětování u Lystry

Město je několikrát zmíněno v Novém zákoně. Pavel z Tarsu sem přišel s Barnabášem na své první misijní cestě po svém vyhnání z Ikonionu. Při své druhé misijní cestě zde k sobě přibral Timoteje.
Je doložena přítomnost biskupa z Lystry v roce 381 na prvním konstantinopolském koncilu a v roce 451 na chalkedonském koncilu. V moderní době se jedná už jen o titulární diecézi.